# راندي براون (مغني)
راندي براون (بالإنجليزية: Randy Brown)‏ هو مغني أمريكي، ولد في 1952.

## وصلات خارجية
- راندي براون على موقع ميوزك برينز (الإنجليزية)
- راندي براون على موقع ديسكوغز (الإنجليزية)